# Boca del Río (Oaxaca)
Boca del Río es una comunidad con categoría de agencia municipal perteneciente a Salina Cruz y al Distrito de Tehuantepec, en el Estado de Oaxaca. Siendo la segunda localidad más poblada del municipio, solo por detrás de la cabecera municipal y Salinas del Marqués.

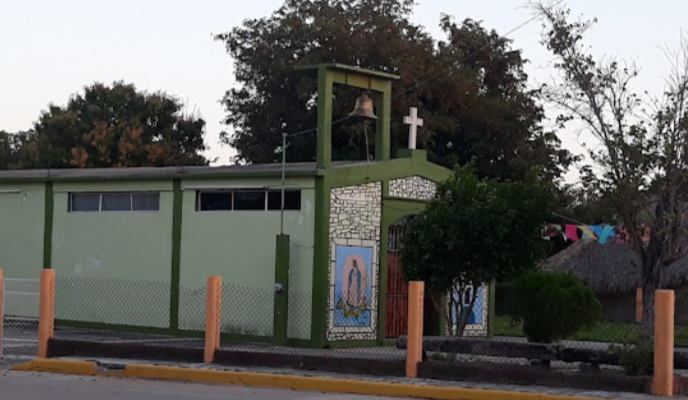
Iglesia de Boca del Río, Salina Cruz

## Ubicación
La localidad se encuentra a 4.6 km al noroeste de la cabecera municipal sobre una brecha de carretera, detrás del perímetro de la Refinería de Salina Cruz. Se ubican en las coordenadas geográficas: 16°12′27″N 95°9′40″O / 16.20750, -95.16111.